# 帕拉比塔
帕拉比塔（義大利語：Parabita），是意大利莱切省的一个市镇。总面积20平方公里，人口9414人，人口密度470.7人/平方公里（2009年）。ISTAT代码为075059。